# Mekaneck
Mekaneck, izmišljeni lik iz popularne Mattelove franšize Gospodari svemira (eng. Masters of the Universe). Glavni je špijun Herojskih ratnika zbog svojih osobitih fizičkih karakteristika koje je dobio nakon teške povrede. Naziva ga se Herojskim čovjekom-periskopom i Galaktičkim tragačem.

## Povijest lika
Mekaneck je doživio tešku nesreću tijekom nevremena za kojeg je nestao njegov sin Philip. Man-At-Arms ga je spasio tako što mu je ugradio bionički vrat koji može istezati do neviđenih visina, što mu omogućuje špijuniranje neprijateljskih linija. Istovremeno, posjeduje snažan dalekovidni vizir pomoć kojeg može vidjeti na vrlo velike udaljenosti. Poslije oporavka stupio je u službu kralja Randora te se zakleo da će jednog dana pronaći svoga sina.
Budući da su mu sposobnosti sličnog profila kao Buzz-Offu koji špijunira leteći u visinama, njih dvojica često rade zajedno. U novoj inačici Gospodara svemira s početka 2000-ih, Mekaneck može gotovo beskonačno produljiti svoj vrat, ali može ga i savinuti te zaobilaziti niz kuteva i zapreka. U tom serijalu najčešće provodi zadatke zajedno s Ram-Manom.

## Originalni mini stripoviGospodari svemira
Mekaneck se pojavljuje prvi put 1983. godine u mini stripu "He-Man i Ljudi-insekti" (He-Man and the Insect People). Kada je Eterniju zadesio jaki potres, He-Man, Teela, Buzz-Off i Mekaneck odlaze na zahtjev Čarobnice u utrobu planete kako bi pronašli uzrok podrhtavanja koji je oslabio Čarobničine magične moći. Tamo nailaze na skupinu Ljudi-insekata čiju je kraljicu zarobio Beast Man u želji da joj otme jajašca i oformi snažnu vojsku pod njegovom kontrolom koja bi osvojila cijelu Eterniju. Međutim, He-Man i Herojski ratnici su mu poremetili planove te oslobodili kraljicu, a njega porazili.
Slijedeći put se pojavljuje u mini stripu "Obelisk" (The Obelsik) iz 1984. godine u kojem pomaže He-Manu i ostalim Herojskim ratnicima u borbi protiv Skeletora, Evil-Lyn, Beast Mana i Tri-Klopsa koji žele uzeti moć Obeliska za sebe. Iste godine je jedan od likova u mini stripu "Skeletorov zmaj" (Skeletor's Dragon) u kojoj ga je zarobio Skeletor zajedno s Ram-Manom i Man-E-Facesom. 

## Televizijska adaptacija lika

### He-Man i Gospodari svemira (1983. - 1985.)
Pojavljuje se u svega tri epizode originalne Filmationove animirane serije, a u trećoj je prikazano kako je postao dijelom kiborg. Doživio je tešku nesreću za vrijeme jakog nevremena, a njegov sin Philip je nestao. Mekanecku je bila pružena pomoć u kraljevskoj palači, gdje mu je Man-At-Arms ugradio bionički mehanički vrat koji može izduživati i služiti se njime za špijunažu. Uz to koristi i jaki vizir pomoću kojeg može vidjeti kilometrima daleko.

### He-Man i Gospodari svemira (2002. - 2004.)
U novijoj verziji originalne animirane serije identičnog naziva, Mekaneck ima sposobnost produljiti svoj vrat gotovo beskonačno, a može ga i savijati te prelaziti zapreke.

## Sposobnosti, oružje i moći
Mekaneck nosi zaštitni oklop za torzo i kacigu s tehnološkim naočalama. Pomoću naočala može gledati na daljinu i izoštravati vrlo udaljene predmete. Njegov kibernetički vrat omogućava mu veliko istezanje koje mu pomaže pri špijuniranju na daljinu, a također istezanjem vrata može iznenaditi protivnika i oboriti ga glavom na tlo. U sukobu nosi veliku palicu kojom se služi za napad i obranu.

## Vanjske poveznice
- Mekaneck - he-man.fandom.com (engl.)